# NGC 746
NGC 746 je galaksija u zviježđu Andromeda.

## Vanjske poveznice
- SEDS: NGC 746